# Isaac Béen

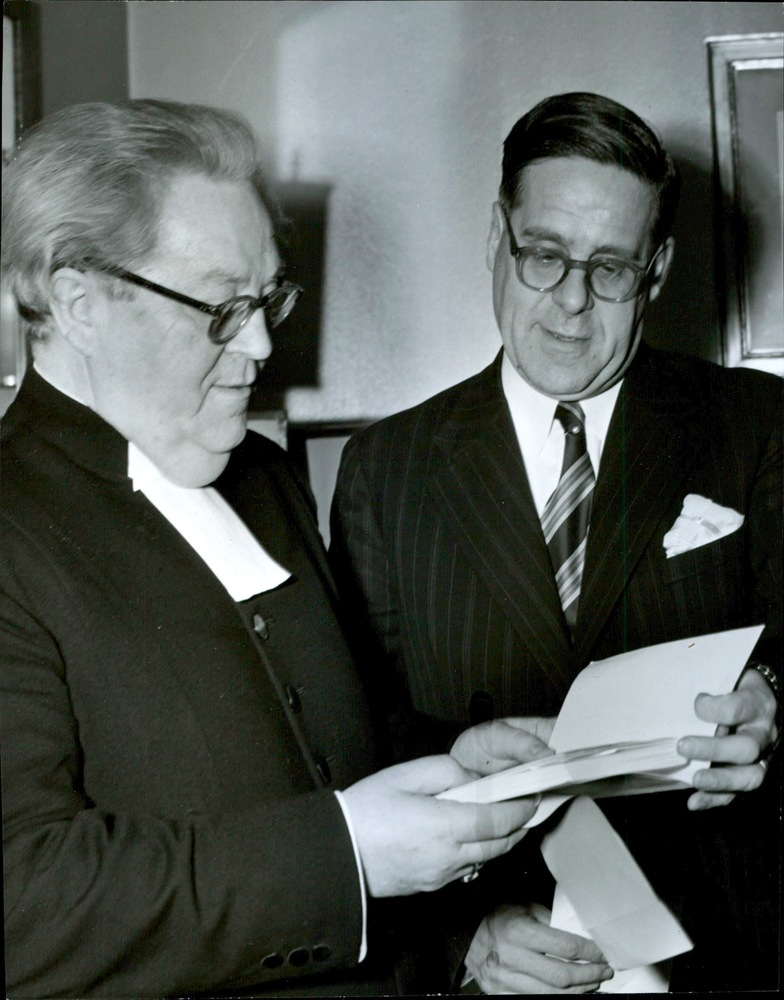
Isaac Béen (t.v.) med direktör Sven Löfberg 1951.

Isaac Peter David Béen, född 6 juni 1888 i Lysekils församling, Göteborgs och Bohus län, död 9 september 1962 i Göteborgs Vasa församling, Göteborg, var en svensk präst och Finlandsvän, som grundade Göteborgs kyrkliga stadsmission.
Isaac Béen var son till Peter Isaac Béen, komminister, senare kyrkoherde och prost, född i Skummeslöv, Halland 1851. Tillsammans med prästen Lars Magnus Engström satte fadern 1924 igång en insamling till Prästgymnasiet i Göteborg.
Isaac Béen avlade folkskollärarexamen och teologie kandidat-examen 1911. Samma år anställdes han som komminister i Lindome. Han var komminister i Masthuggs församling i Göteborg 1918-30 och kyrkoherde i Göteborgs Kristine församling  1930-1957. Han utnämndes till hovpredikant 1936.
Béen var initiativtagare till ett flertal insamlingskampanjer. Han startade i samband med finska vinterkriget en riksomfattande insamling till ambulansverksamhet i Finland. Efter att han lyckats sända iväg sex ambulanser övergick han till insamling av medel för inköp av jaktflygplan. På kort tid samlade han in 7 miljoner kronor som användes för inköp av 12 stycken italienska Fiat CR 42. Flygplanen levererades till Götaverken för montering, men när flygplanen var leveransklara var finska vinterkriget över och Finland behövde snarare de pengar som kunde erhållas vid en försäljning. Efter förhandlingar beslöts att Flygvapnet skulle köpa flygplanen och de gavs typbeteckningen J11. 
Isaac Béens mest bestående insats är uppropet i Göteborgs-Posten den 22 februari 1952 vilket ledde till att Göteborgs kyrkliga stadsmission bildades. Béen var organisationens ordförande fram till sin död. Det finns en plats uppkallad efter honom i Göteborg, Isaac Béens plats.
Isaac Béen är gravsatt på Örgryte gamla kyrkogård.